# Jo van der Meulen
Johannes Bernardus Romanus (Jo) van der Meulen (Gendt, 28 februari 1895 – aldaar, 7 januari 1971) was een Nederlands politicus.
Hij werd geboren als zoon van Johannes Wilhelmus van der Meulen (1859-1934; boekhouder) en Theodora Hendrika Pruijn (1859-1919). Zijn vader is rond 1898 gemeentesecretaris van Gendt geworden. Zelf werd hij in 1912 volontair bij die gemeente en na het vervullen van zijn dienstplicht trad hij daar in 1918 als gemeente-ambtenaar in dienst. Daarnaast was hij vanaf 1929 zestien jaar kassier bij de Boerenleenbank aldaar. In oktober 1944 kreeg Gendt te maken met een gedwongen evacuatie. Nadat de bevolking ruim een half jaar later mocht terugkeren bleek de plaats veel te lijden had gehad onder het oorlogsgeweld. Waarnemend gemeentesecretaris Van der Meulen was na de evacuatie nauw betrokken bij de wederopbouw van die gemeente. Van januari 1946 tot zijn pensionering in 1960 was hij de burgemeester van Gendt. Van der Meulen overleed in 1971 op 75-jarige leeftijd.
Zijn broer W.A.J. van der Meulen was onder meer burgemeester van Terheijden.